# Acacio Antonio de Ripoll

De magistratus logiae maris, 1660 (Fondazione Mansutti, Milano).

Acacio Antonio de Ripoll (1577 – 1657) è stato un giurista spagnolo.

## Biografia
Di famiglia aristocratica, ebbe prima una famiglia e poi fu ordinato sacerdote, dopo essersi laureato in diritto civile e canonico all'Università di Salamanca. In seguito divenne docente all'Università di Huesca e poi a Barcellona. Nominato uditore alla Lonja de Mar di Barcellona, con giurisdizione sul commercio, ricoprì anche l'incarico di esattore, finché non venne rimosso per aver favorito la monarchia durante la guerra di secessione della Catalogna. 

## Opere
Scrisse due trattati di diritto civile e due di diritto processuale, nonché un saggio sui diritti reali. La sua opera più rilevante è De magistratus logiae maris antiquitate, un saggio di diritto commerciale del 1655. Nell'opera Ripoll propone l'analisi delle assicurazione riportando le ordinanze e le norme straniere.